# کانتون‌های فرانسه
کانتون‌های فرانسه (انگلیسی: Cantons of France) زیر طبقه بخش‌های فرانسه و دپارتمان‌های فرانسه هستند.
صرف نظر از نقش آنها به عنوان واحدهای سازمانی در برخی جنبه‌های مدیریت خدمات عمومی و حقوقی، هدف اصلی کانتون‌ها امروزه به عنوان حوزه انتخابیه (انتخابات) برای انتخاب اعضای مجمع نماینده (شورای عمومی) در هر دپارتمان می‌باشد. به همین دلیل چنین انتخاباتی در فرانسه به عنوان «انتخابات کانتون» شناخته می‌شود.
در حال حاضر ۴٬۰۵۵ کانتون (از جمله ۱۷۲ کانتون خارج از کشور) در فرانسه وجود دارد. اکثر آنها بعضی از کمونهای فرانسه (کمون (فرانسه)، کمترین بخش اداری جمهوری فرانسه) را تشکیل می‌دهند.